# 912 v.Chr.
Het jaar 912 v.Chr. is een jaartal volgens de christelijke jaartelling.

## Gebeurtenissen

### Palestina
- Koning Abia van Juda (912 - 911 v.Chr.) bestijgt de troon.

## Overleden
- Rechabeam, koning van Juda